# Robin Sherwood
Robin Sherwood (Miami Beach, Florida, 24 de enero de 1952) es una actriz estadounidense, reconocida por sus actuaciones en Tourist Trap (1979), Blow Out (1981) y por su papel de Carol Kersey en la película El vengador anónimo II de Charles Bronson (1982).

## Carrera
Robin hizo su debut en el cine en películas independientes. Apareció brevemente en la comedia de Bill Murray Loose Shoes (1978). Pronto su currículum comenzó a crecer con un papel en Outside Chance (1978), una película de la CBS. Fue una de las principales protagonistas en la icónica película de terror de David Schmoeller Tourist Trap (1979), protagonizada por Chuck Connors. El director Martin Davidson vio una fotografía de la actriz y la eligió para un pequeño papel en la comedia romántica Hero at Large (1980) con John Ritter.
Interpretó a una feminista hippie del Condado de Marin en un papel de apoyo junto a Tuesday Weld en la película Serial (1980) para Paramount. Luego se le dio la oportunidad de trabajar con el director Brian De Palma en Blow Out (1981). Su papel decisivo se produjo cuando interpretó a la hija emocionalmente traumatizada del personaje de Charles Bronson en Death Wish 2 (1982), dirigida por Michael Winner. Después de su papel en la cinta, Sherwood logró reconocimiento en la escena de Hollywood, sin embargo, se mudó a París y fue introducida en la comunidad del cine francés. Al poco tiempo regresó a los Estados Unidos, apareciendo en el documental Electric Boogaloo: The Wild, Untold Story of Cannon Films.

## Filmografía
| Año  | Título                                                    | Rol                      | Notas            |
| ---- | --------------------------------------------------------- | ------------------------ | ---------------- |
| 1975 | The Love Butcher                                          | Sheila                   |                  |
| 1978 | Loose Shoes                                               | Chica                    |                  |
| 1978 | Outside Chance                                            | Tootie                   | Película para TV |
| 1979 | Tourist Trap                                              | Eileen                   |                  |
| 1980 | Hero at Large                                             | Asistente de laboratorio |                  |
| 1980 | Serial                                                    | Saltzburger              |                  |
| 1981 | Blow Out                                                  | Betty                    |                  |
| 1982 | Death Wish 2                                              | Carol Kersey             |                  |
| 2014 | Electric Boogaloo: The Wild, Untold Story of Cannon Films | Ella misma               | Documental       |